# Bitka kod Bresta 1592.
Bitka kod Bresta (1592.) bila je jedna od bitaka u pohodima bosanskog paše Hasan-paše Predojevića na Hrvatsku.

## Političko-vojna pozadina
Godine 1584. kod Bresta je izgrađena utvrda koja je blokirala najkraći put između Banja Luke gdje je bilo sjedište Bosanskog pašaluka, prema Zagrebu.  Nakon neuspjeha opsade Siska 1591. Predojević pripremao je teren za osvajanje Siska, "ključa Hrvatske", jer bi padom Siska bio otvoren put prema Zagrebu, što je onda pretpostavljalo i konačno osvajanje čitave Hrvatske. Početkom 1592. Hrvatski sabor proglasio je sveopći zemaljski ustanak jer su očekivali će iste godine Hasan paša opet napasti hrvatske zemlje. Na proljeće 1592. nasuprot Sisku, na ušću Petrinjčice u Kupu Osmanlije su dale izgraditi novu utvrdu - Petrinju, koja im je služila kao baza za daljnje ratne pohode na hrvatske zemlje.

### Pad Bihaća
Sredinom lipnja 1592. godine Osmanlije su osvojile Bihać, koji je godinama bio prva linija obrane hrvatskih zemalja, zbog čega je linija obrane pomaknuta sjeverozapadno na utvrde Karlovac i Sisak. Kod Bresta, blizu Petrinje, Osmanlije su počele graditi most od brodova koji im je trebao služiti za prelaženje rijeke. Doznavši za ovo, Erdody je zatražio pojačanja iz Štajerske koja su sredinom srpnja stigla u Zagreb a zatim krenula prema Brestu. Ova je vojska pojačana banskim četom i kmetovima iz svenarodnog ustanka nekoliko dana kasnije stigla kod Bresta. Dodatni krajiški kapetani koje je Erdody molio za pojačanja nisu mu odgovorili za zahtjeve.

## Tijek bitke
Kršćanska vojska rasporedila se u dva tabora. Neposredno pokraj rijeke Kupe ulogorio se ban Toma Erdody, dok su se štajerski zapovjednici koji su se odbili podvrgavati njegovim zapovijedima ulogorili na obližnjim brežuljcima. Preko nekog vojnika koji se zvao Vojin a koji je prebjegao Osmanlijama, paša je doznao za ovakvu situaciju među kršćanima, pa se odlučio odmah napasti. Iako je i druga strana preko Erdodijevih uhoda imala informaciju da se Osmanlije spremaju za napad, zapovjednici štajerskih odreda nisu upozorenja shvatili ozbiljno. Naprotiv, nakon nedjeljnog ručka, po velikoj su se vrućini pošli odmoriti. Istovremeno su vojnici njima podčinjeni napustili tabor, te se raspršili po okolici. Oko dva sata popodne stigla je informacija je Osmanska vojska napustila Petrinju i da se gomila pod Brestom.
Osmanlije su zatim navalile na banske čete a kad su to uočili Štajerci, formirali su bojni red i počeli odbijati osmanske napade. Budući da je osmanskih trupa dolazilo sve više i više, taj velika masa vojske obuhvatila je oba tabora te ih je počela napadati i s boka i odozada. Erdody je zatim dao razviti kraljevsku zastavu kako bi svoje vojnike osokolio da razbiju to okruženje, što mu nije uspjelo. Kada je vidio da je situacija izgubljena, ban je svog konja zamijenio drugim i pobjegao je iz boja preko rijeke. Nakon njega počeli su se osipati i ostali vojnici. Nakon nekoliko sati borbe Osmanlije su teško porazile hrvatske i štajerske snage od kojih je većina bila ili ubijena ili zarobljena. Također su zarobili i nekoliko topova.
Nakon bitke Hasan-paša izabrao je nekoliko zarobljenika, te ih je zajedno sa zarobljenicima iz Bihaća koji je ranije osvojio poslao u Carigrad da se pohvali sultanu. Idućeg dana dao je zapaliti utvrdu u Brestu.

## Posljedice
Nakon bitke u Carigradu je održan trijumf u kojem je paradirano gomilom odsječenih glava, zarobljenicima iz Bitke kod Bresta, te zastavama koje su zarobljene u boju ili uzete s grobova hrvatskih plemića u Bihaću. Druga se strana, pak, prepirala oko uzroka poraza. Karlovački general Andreas von Auersperg krivio je Erdodija da je tabor postavio suviše blizu mostu i Petrinji, dok su ga hrvatski plemići branili a krivnju svaljivali na Štajerce i krajiške zapovjednike koji nisu došli u pomoć.
Osmanske su snage izvojevale pobjedu.
Ova bitka, te uspješna pustošenja po Turopolju (Mraclin i dr.), kao i lako osvajanje Bihaća, ohrabrilo je Predojevića na novi osvajački pohod na Hrvatsku, unatoč dvjema prethodnim neuspješnim opsadama Siska, koji je kulminirao Bitkom kod Siska.  